# Kočevski Rog - Baza 20
Kočevski Rog - Baza 20 ili partizanska „Baza 20” (prvobitno nazvana „Tačka 20”) bila je sedište političkog i vojnog rukovotstva slovenačkog nacionalno oslobodilačkog pokreta tokom Drugog svetskog rata. Zbog izuzetnih zaštitnih mera i opšte tajnosti, „Baza 20” je osnovana u jako nepristupačnom terenu na Koćevskom Rogu aprila 1943. godine. Zbog dobrih maskirnih uslova i konspirativnosti nikada nije otkrivena od strane okupatora.
Nakon rata Baza 20 je sačuvana u celosti, i 1952. godine zaštićena je kao spomenik kulture od nacionalnog značaja, i važan spomenik slovenačke državnosti, i jedini još uvek sačuvanih tajnih štab bilo kojeg evropskog pokreta otpora koji je izgrađen na takav način u Drugom svetskom ratu.

## Preduslovi
Rat, koji je počeo 6. aprila 1941. završio se porazom Jugoslovenske vojske i okupacijom Slovenije. Nakon raspada Kraljevinu Jugoslaviju 1941. godine područje Kočevskog Roga u Sloveniji, po teritorijalnoj podeli od strane okupatora, pripalo je Italiji. Zato su se kočevski Nemci, koji su tradicionalno više vekova nastanjivali Kočevski Rog, u zimu 1941/42. nasilno preseljeni u dolinu reke Save, odakle je nekoliko meseci ranije deportovano više od 36.000 Slovenaca. Nakon migracije Nemaca na Kočevskom Rog ostalo je više od četrdeset depopulizovanih sela i zaseoka.
Kočevski Rog je naziv za više od pet stotina kvadratnih kilometara razuđenog kraškog područja između Kočevsko-Ribničkog polja, Suve krajine, Novomestanske kotline i Bele Krajine, sa najvećim vrhom Veliki Rog visokim 1099 m. 
Klima na Rogu je hladna i vlažna zbog mešanja alpskih, mediteranskih i kontinentalnih vazdušnih struja. Životni uslovi su surovi, tako da je ljudski uticaj donedavno bio mali. Šume su uglavnom jelova i bukve, a najvažnije vrste drveta su jela, bukva, smreka, javorov, brest, jesen, lipa, divlja trešnja. U očuvanom prirodnom okruženju preživjele su tri najveće evropske zveri (vuk, medved i ris), papkari, ptice, sove i druge divlje životinje. U Rogu su postojale i tri prašume.
Sve to je Rog činilo teško prohodnim a zbog oštre klime prostor, nauslovnim za život pa ova oblast nije bila gušće naseljen sve do 14. veka, kada su ga naselili nemački kolonisti, koji su potom sve do Drugog svetskog rata formirali kulturni krajolik, sa više od 90% šumskog zemljišta, koje je do danas opstalo kao retko ostrvo očuvane prirode u Sloveniji i srednjoj Evropi.
Navedene geografske karakteristike Kočevskog Roga, pogodne za gerilski način borbe i iseljavanjem stanovništva, posebno onog naklonjenog Nemcima, sa ovog prostora, stvorilo je idealane uslove da ovaj prostor postane slobodna partizanska teritorije. Prva grupa partizana na Kočevskom Rogu pojavila se avgusta 1941. godine, da bi maja 1942. na širm prostoru Dolenjske, Notranjske i Bele Krajina nastala velika oslobođena teritorija. 
Kočevski Rog je tako postao centar pokreta otpora, a na Kraljevom kamenu do karaja avgusta 1942. godine delovalo je rukovodstvo pokreta otpora. Nakon velike italijanske ofanzive u leto 1942. (nazivane Roška), rukovodstvo NOP se povuklo sa Kočevskog Roga u Polhograjske dolomite, ali je u međuvremenu odlučiolo da se, ponovo vrati i da na Kočevskom Rogu osnuju komandnu bazu, partizanske bolnice, radionice, škole, štamparije i skladišta.

## Osnivanje i razmeštaj
Partizanska „Baza 20” osnovana je на Kočevskem Rogu u leto 1942 i na tom prostoru radila је sve do 1944. godine. Ovu lokaciju, zbog teške pristupačnosti Kočevskog Roga  izabrali su dr Pavel Lunaček i dr Marijan Brecelj. Iako prve stalne kasarne nisu izgrađene na ovom području do aprila 1943. godine, baza je funkcionisal već u vreme italijanske ofanzive 1942. godine.
Sve do kapitulacije Italije, 9. septembra 1943. godine, izgrađeno je trinaest baraka. Pored onih za članove uprave, napravljena su i barake za političkog sekretara IO OF, političkog komesara IO OF, radiotelegrafaska baraka, stražarska baraka radionicu, kuhinja i barake za kuhinjsko osoblje. Godine 1944. izgrađene su dve barake Vrhovnog plenuma OF, zatim kuhinjsko skladište, radiostanica, odvojena kuhinja, baraka za bezbednosni bataljon, elektranu, baraka za štampariju i propagandno odeljenje i dodatnih šest baraka za rukovodstvo OF, CK KPS i AGITPROP.
Broj stanovnika u Bazi 20 iz meseca u mesec konstantno je rastao. Tako je u leto 1944. godine u njoj živelo oko 140 ljudi, a u jesen 1944. prema nekim procenama, bilo je 180.
Krajem 1943. godine, Baza 20 je uključivala kompleks od 26 kasarni, u kojima su živeli i radili Članovi Izvršnog odbora Oslobodilačke fronte, Vrhovnog plenuma Oslobodilačkog fronta, Centralnog komiteta Komunističke partije Slovenije, Antifašističkog veća nacionalnog oslobođenja (AVNOJ), Komisije za agitaciju i propagandu, urednika novina i ostalih boraca. Sve u svemu u njoj je živelo i radilo ljudi među kojima je bilo i mnogo poznatih imena, poput Edvarda Kocbeka, Borisa Kidriča i drugih.
Među dva najznačajnija događaja koja su se odigrali u Bazi 20  spadaju: Sednica Skupštine delegata slovenske nacije u Kočevju i Sednica Slovenskog narodnog oslobodilačkog veća (SNOS) u Črnomlju, kao dva najznačajnija događaja ratne istorije i slovenačke državnosti. 
Položaj baze ostao je neotkriven do kraja rata (čak nije otkrivena ni za vreme nemačke ofenzive 1943. godine), ali je štab iz bezbednosnih razloga u decembru 1944. ipak prešao u Črnomelj.

## Baza 20 danas
Od 1952. godine „Baza 20 ”je zaštićena kao spomenik kulture od nacionalnog značaja za Republiku Sloveniju. Ona takođe spada u grupu jedinih takvih baza pokreta otpora u Evropi tokom Drugog svetskog rata. 
Većina objekata je renovirana, a u njima su izložene manje muzejske postavke, poput onie u baraci 16 na kojoj je iz tog vremena, predstavljena organizacije NOPS i saradnja sa saveznicima ... Dok je u Baraci br. 22 (Nova zgrada Izvršnog odbora Oslobodilačkog fronta) prikazan obilan materijal i raznovrsnost partizanskih aktivnosti na području Kočevskog roga. Poseban akcenat stavljen je na rad bolnicea i radionica, čiji počeci sežu od proleće 1942. godine.
Širi prikaz događaja koji se odvijao tokom rata u Bazi 20 prikazan je u Lukovom domu, pored parkirališta, ispred staze koja vodi do „Baze 20”. Baza pored muzeološkog značaja je i zanimljiva izletnička destinacija, zbog prelepe i sačuvane prirode u čijem okruženju se nalazi.

## Spoljašnje veze
- Šema razmeštaja objekata u Bazi 20 Архивирано на веб-сајту  (23. децембар 2018) (језик: словеначки)